# 사랑이 뭐길래
《사랑이 뭐길래》는 1991년 11월 23일부터 이듬해 5월 31일까지 방영한 문화방송 주말연속극이다.
여고 동창생인 두 여자의 아들과 딸이 결혼을 하고, 여주인공이 시댁에 들어가 가부장적인 시댁의 가치관을 슬기롭게 변화시키는 과정을 공감대 있게 묘사하여 폭발적인 인기를 끌었다.

## 소개
엄격한 현대판 자린고비 이 사장 집안과 평화적이고 민주적인 박 이사 집안이 사돈을 맺으면서 일어나는 일들을 코믹하게 그린 홈드라마이며, 서로 다른 생활양식을 대비시키는 가운데 부모 세대의 전통적 가치관과 자식세대의 자유분방한 가치관의 조화를 추구한 드라마이다.

## 등장 인물

### 이 사장 가족
- 이순재(이병호) : 여순자 여사 남편, 대발, 성실 남매 아버지, 엄격함과 모진 성격의 극한을 보여주는 장본인. 딸 성실에게 바지를 입었다는 이유로 크게 꾸짖기도 한다.
- 김혜자(여순자 여사) : 이병호 처, 대발, 성실 남매 어머니, 남편의 억압 속에서 가정의 평화를 위해 무조건 순종하며 살아가는 가부장적 가문의 주부.
- 최민수(이대발) : 이병호 사장, 여순자 여사 아들, 성실 오라비, 소아과 레지던트, 고루한 남성우월주의자.
- 임경옥(이성실) : 대발의 여동생, 모델 지망생이며, 아버지 허락 없이 CF모델로 TV에 나와 집안에 풍파를 일으킨다.

### 박 이사 가족
- 하희라(박지은) : 정은 언니, 여주인공, 자존심이 강한 일등신부감.
- 김세윤(박창규) : 지은의 아버지, 한심애 여사 남편, 이 사장의 후배, 효자이며 애처가, 개방적인 성격의 소유자이다.
- 윤여정(한심혜 여사) : 지은의 어머니, 박창규 처, 대발 어머니의 친구이다.
- 신애라(박정은) : 지은의 여동생. 약사. 활달한 독신주의자.
- 김찬우(박정섭) : 지은의 남동생. 삼수 끝에 대학에 입학한 아들.
- 여운계(진숙) : 지은의 할머니. 기독교 신자. 선숙하고 종교 문제로 항상 갈등을 빚는다.
- 강부자(선숙) : 지은의 이모할머니, 불교 신자.
- 사미자(미숙) : 지은의 이모할머니, 무신론자.

### 그 외 인물
- 박정수(이정숙) : 순자와 심애의 친구
- 심양홍(학준) : 진숙의 막내동생
- 이재룡(한철진) : 정은의 연인
- 박세준(민우) : 정섭의 친구이자 성실의 남자 친구
- 양희경(희경) : 순자하고심애의 친구
- 이상숙(김 선생) : 웨딩드레스 디자이너
- 김환교(손영하) : 드라마 초반 정은을 쫓아다니는 스포츠 좋아하는 남자.
- 김은수) : 기록 없음

## 시청률
- 평균 시청률 59.6%을 기록하는 기염을 토해냈었는데, 이는 역대 드라마 중 1위에 해당하는 성적이며 현재까지도 평균 시청률 45%를 넘은 드라마는 해당 드라마가 유일하다.[1]
- 최고 시청률은 1992년 5월 24일 방영분이 기록한 64.9%로, 1997년 4월 20일 KBS <첫사랑>이 기록한 65.8%에 이은 역대 2위의 기록이다.[2]
- MBC의 자체조사에 따르면 최고 시청률(비공식)은 75% 이상이었으며, 시청 점유율 역시 평균 84%를 웃돌았다고 한다.[3]

## 결방 사유
- 1992년 3월 28일 : 작가의 과로로 인해 결방[4]

## 수상 경력 (1992년MBC 연기대상)
- 대상 김혜자
- 남자 우수상 최민수
- 여자 우수상 하희라
- 신인상 김찬우

## 참고 사항
- 1997년 중국의 CCTV을 통해 방영되었으며, 중국에서 히트를 친 최초의 한국 드라마이다.[5]
- 1997년 가을개편부터 평일 오전 11시 20분으로 자리를 옮긴[6] <MBC 드라마 걸작선>을 통해 재방영되기도 했다.
- 하희라가 분한 박지은 역은 당초 최진실이 캐스팅됐으나 영화 스케줄로 고사하면서 하희라가 대신 맡게 되었다.[7]
- 김혜선은 하희라의 남동생 역이었던 김찬우의 애인으로 낙점되었으나 하희라와의 연기대결을 꺼려하여 고사하였다.[8]
- 한국여성단체협의회로부터 부정적인 여성상을 부각했다는 점과 물리·언어폭력 과다 등의 지적을 받아왔다.[9]
- 여순자 역의 김혜자가 신세한탄을 하며 틀어놓은 김국환의 타타타가 큰 인기를 끌었다.

김국환이 부친상을 당한 지 이틀 만인 1991년 4월 발매되었지만 10여 개월 간 사람들의 관심 밖에 있었는데, 해당 드라마에 소개되면서 1992년 1월 말 이후 무려 50만 장이 판매되었고 김국환은 무명 가수 생활을 청산하였다.
- 이순재하고 강부자는 해당 드라마의 인기에 힘입어 제14대 국회의원에 당선되기까지 하였다.[12] 같은 시기에 최불암하고 이주일도 국회의원에 당선되었다.
- 출연자 전원이 스타로 부상했을 뿐 아니라 이순재의 국회의원 당선, 삽입곡 '타타타'의 1위 등극 등 1992년 한해 가장 많은 화제를 불러일으킨 프로그램으로 인정받았다.[13]
- 박철 PD는 2020년 7월 13일 숙환으로 고인이 되었다.